# Shelf cloud

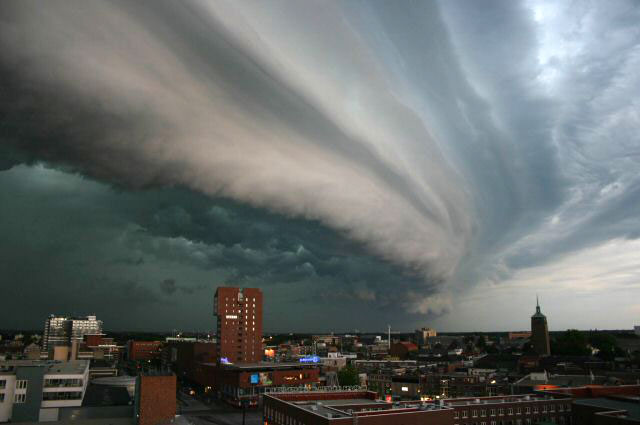
Shelf cloud boven Enschede op 17 juli 2004.

Een shelf cloud (letterlijk plankwolk) is een wolk die soms voorafgaat aan zware onweersbuien. In de meteorologie worden zulke bijzondere wolkenvormen, samen met de rolwolk als een type gezien van een arcus boogwolk.
De onheilspellende shelf cloud ontstaat wanneer koudere lucht die met de onweersbui meekomt vanaf enige hoogte, in aanraking komt met veel warmere lucht aan het aardoppervlak. De koude lucht drukt dan de warme vochtige lucht omhoog, waardoor de vochtige lucht condenseert. In de lucht kan dan een vaak wat afgeplatte wolkenrol ontstaan die er zeer onheilspellend uitziet. Aan de onderzijde zijn soms gerafelde randen waarneembaar waarin roterende en 'kolkende' delen te zien zijn.

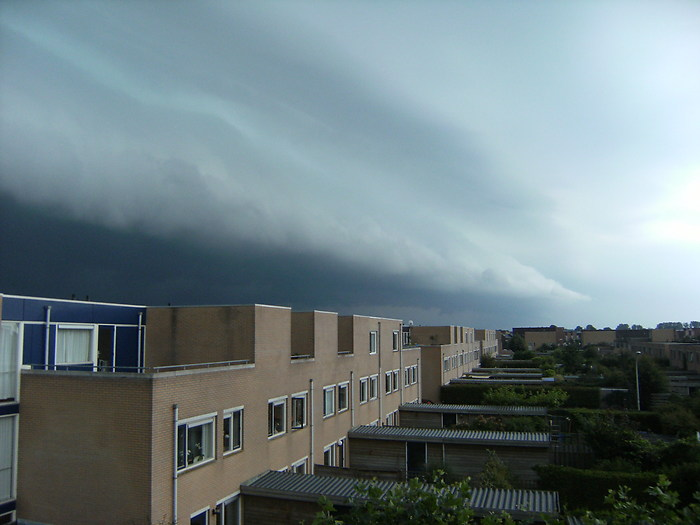
Shelf cloud trekt over Zwolle op 26 juli 2008

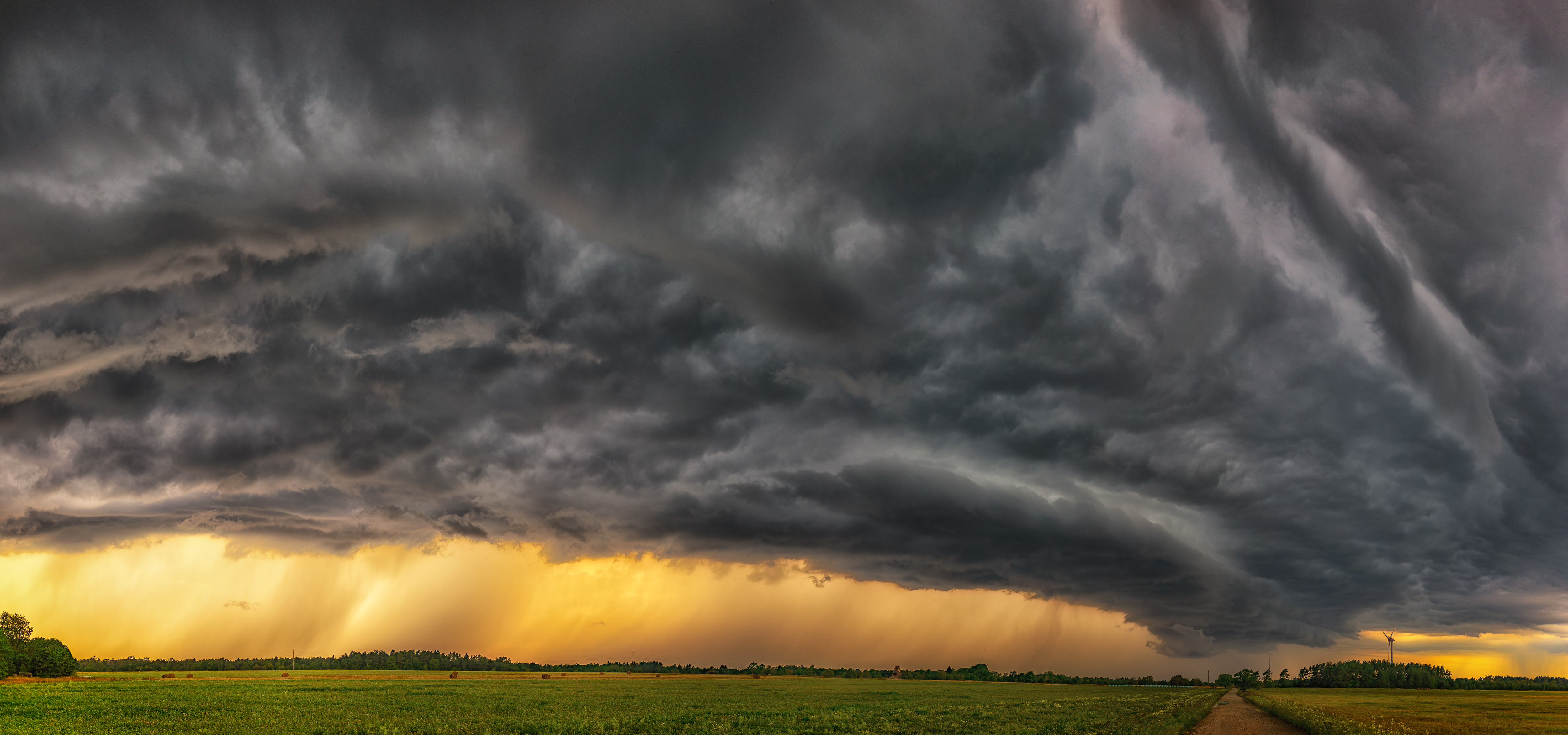
Shelf cloud boven Estland op 12 augustus 2017

Shelf clouds ontstaan bij snel verplaatsende en zware onweersbuien waarbij de warme lucht aan de voorkant van het torenhoge wolkcomplex sterk stijgt terwijl op meer dan 10 kilometer hoogte in de buienwolk die er achter zit, koude luchtmassa's omlaag storten. Een shelf cloud wordt vergezeld door enorme en plotselinge windstoten van soms 100 tot 150 kilometer per uur. Het is een voorkeursplaats voor windhozen, maar vaak blijft het bij een begin van hoosvorming in de lucht dat tuba genoemd wordt. In dat geval zit er meestal in de buienlijn een HP-supercel verscholen, op de buienradar is dat te zien aan inkepingen in het neerslagpatroon aan de voorkant van de buienlijn.
Een shelf cloud verschilt van een rolwolk omdat een rolwolk helemaal los staat van de basis van de onweersbui of van andere wolken. Rolwolken zijn relatief zeldzaam.
Een zeer duidelijke shelf cloud was in Nederland te zien op 17 juli 2004. De angstaanjagende shelf cloud ging vergezeld van zware tot zeer zware windstoten. Hoek van Holland registreerde 101 km/uur en in het binnenland schoten de windmeters uit tot 80 à 95 km/uur. De passage van de buienlijn ging vergezeld van een plotseling luchtdrukverandering van enkele hPa, zichtbaar als onweersneus in het barogram. 
Een shelf cloud komt niet uitsluitend voor bij zware onweersbuien. Iedere convectieve wolk kan in de juiste situatie een shelfcloud veroorzaken, en niet elke zware onweersbui laat een shelfcloud zien.